# 奥村彪生
奥村 彪生（おくむら あやお、1937年10月12日 - 2023年7月31日）は、日本の伝承料理研究家、食文化研究家である。博士（学術）（美作大学・2009年）。和歌山県すさみ町出身、奈良県香芝市在住。「奥村彪生料理スタジオ・道楽亭（どうらくてい）」を主宰。「料理界のじいじ」と称される。

## 来歴
近畿大学理工学部中退。料理研究家の土井勝の料理学校に入学し、25年間師事した。同校職員として27年間勤務し、教務主任も務めた。その後、食物史学者の篠田統と出会い、独立して伝承料理の研究を行う。石毛直道や安藤百福とも交流があった。
相愛女子短期大学講師、神戸山手女子短期大学生活学科教授、神戸山手大学教授、奈良女子大学非常勤講師を経て、大阪市立大学生活科学部大学院博士前期課程非常勤講師を歴任した。2009年、美作大学大学院において、学位論文「日本のめん類の歴史と文化」により、博士（学術）を取得。
2000年から2008年までは「今晩なに食べたい?」（関西テレビ）等、料理番組に出演し、柔らかい語り口とダジャレで人気を集めた。
ライフフーズ顧問をはじめ、安藤スポーツ・食文化振興財団評議員、味の素食文化センター評議員、近畿地場野菜応援団会長などを歴任した。
2023年7月31日、特発性間質性肺炎のため死去。85歳没。

## 過去の出演番組
- 毎日放送『あまからアベニュー』
- 関西テレビ『今晩なに食べたい?』
- 関西テレビ『ハイ!土曜日です』
- NHK『きょうの料理』
- 毎日放送『真珠の小箱』

## 受賞歴
- 1995年 食生活文化賞[5]
- 2001年 和歌山県民文化功労賞[7]
- 2010年 第1回辻静雄食文化賞（『日本めん食文化の一三〇〇年』による受賞）[4]

## 主な著書
- 『おいしさ度あ・な・た・流-料理上手になる秘訣』 （ぎょうせい、1986年）
- 『万宝料理秘密箱:卵料理のルーツ』（教育社、1989年）
- 『奥村彪生の『ごはん道楽』 - うまい米・いい一膳』（雄鶏社、1993年）
- 『世界のごちそう米料理 日本で作ろう！異国の味』（雄鶏社、1994年）
- 『奥村彪生のおしゃれな夕はん 新鮮和風クレオールクッキング』（ひかりのくに、1995年）
- 『お菓子作ってお茶でもいれよか』 オレンジページ（オレンジページ、1997年）
- 『献立学』（共著） （建帛社、1997年）
- 『奥村彪生の今晩なに食べたい？』（関西テレビ放送、2001年）
- 『テーマ別ふるさとの家庭料理』全20巻解説 （農山漁村文化協会、2002～2004年）
- 『聞き書　ふるさとの家庭料理』（解説）（農山漁村文化協会、2002年～2003年）
- 『健康和食のすすめ』 （海竜社、2002年）
- 『万宝料理秘密箱:江戸の名著 万宝料理秘密箱より』（ニュートンプレス、2003年）
- 『料理屋のコスモロジー』（共著） （ドメス出版、2004年）
- 『おくむらあやお　ふるさとの伝承料理』全13巻（農山漁村文化協会、2006年）
- 『MOOKきのこ』（共著）（日本キノコ協会、2006年）
- 『おくむらあやおのごはん道楽! -古今東西おいしい米料理-』 （農山漁村文化協会、2006年）
- 『料理をおいしくする仕掛け -日本の食べごと文化とフードデザイン-』 （農山漁村文化協会、2006年）